# Nysa Kłodzka
Floden heter på tyska Glatzer Neisse, ej att förväxla med Lausitzer Neisse.
Nysa Kłodzka eller Schlesiska Neisse (tyska Glatzer Neisse eller Schlesische Neisse) är en 195 kilometer lång västlig biflod till Oder.
Nysa Kłodzka rinner upp vid Jodłów öster om staden Międzylesie i Sudeterna i Nedre Schlesiens vojvodskap och flyter genom Kłodzkodalen, som den avvattnar, och de där belägna städerna Międzylesie, Bystrzyca Kłodzka och Kłodzko. Floden lämnar dalen österut och flyter härifrån in i Opole vojvodskap,  där den rinner genom Paczków, Otmuchów, Nysa, Lewin Brzeski och Skorogoszcz. Vid Rybna sydost om Brzeg mynnar floden i Oder.